# 알무스타으리

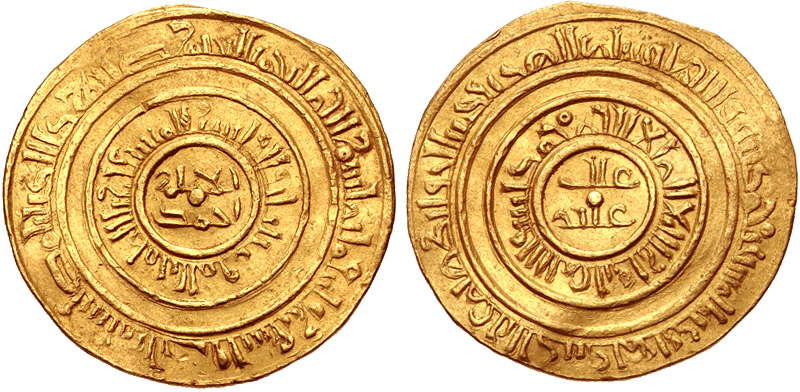

알무스타으리(Al-Musta'li, 본명: Abū al-Qāsim Aḥmad ibn al-Mustanṣir, 아랍어: أبو القاسم أحمد بن المستنصر, 출생: 1074년 9월 15일/16일 – 1101년 12월 11일/12일, al-Mustaʿlī biʾllāh, المستعلي بالله, 의미: '하나님에 의해 일으켜진 자')는 파티마 왕조의 9대 칼리프이자 무스타으리 이스마일파의 19대 이맘이었다.
칼리프 알무스탄시르 빌라(al-Mustansir Billah)의 아들 중 장남(막내로 추정)은 아니었지만 알무스타으리는 그의 처남인 고관 알아프달 샤한샤의 계략을 통해 칼리프가 되었다. 이에 대응하여 그의 맏형이자 아버지의 계승 후보로 유력한 니자르(Nizar)가 알렉산드리아에서 반란을 일으켰으나 패배하여 처형당했다. 이로 인해 이스마일 운동에 큰 분열이 발생했다. 특히 페르시아와 이라크의 많은 공동체는 공식적으로 후원받는 이스마일리 계층에서 분리되어 니자르와 그의 후손을 정당한 이맘으로 유지하는 자체 니자리 운동을 형성했다.
통치 기간 동안 알무스타으리는 파티마 칼리프국의 사실상 통치자였던 알아프달의 종속 상태로 남아있었다. 이집트에 있는 칼리프국의 핵심 영토는 좋은 통치와 번영의 시기를 경험했지만, 파티마 왕조는 시리아에서 좌절을 겪었고 그곳에서 수니파 셀주크 투르크족의 진군에 직면했다. 알아프달은 항구 도시 티레를 회복하는 데 성공했고, 심지어 시리아 북부에서 제1차 십자군의 도래로 인한 혼란 속에서 예루살렘도 탈환했다. 파티마 왕조는 셀주크에 대항하여 십자군과 공동 대의를 만들려고 시도했지만 셀주크는 남쪽으로 진군하여 1099년 7월 예루살렘을 점령했으며 얼마 지나지 않아 아스칼론 전투에서 알 아프달이 이끄는 파티마 왕조 군대를 상대로 대승을 거두며 성공을 거두었다. 알무스타으리는 1101년에 사망했고 그의 다섯 살 난 아들 알아미르(al-Amir)가 왕위를 계승했다.